# Le Premier Jour du reste de ta vie
Le premier jour du reste de ta vie (pt: O Primeiro Dia do Resto da Tua Vida; br: O Primeiro Dia do Resto da Sua Vida) é um filme de drama francês com o argumento e realização de Rémi Bezançon.

## Elenco
- Jacques Gamblin... Robert Duval
- Zabou Breitman... Marie-Jeanne Duval
- Déborah François... Fleur Duval
- Marc-André Grondin... Raphaël Duval
- Pio Marmaï... Albert Duval
- Roger Dumas... Pierre
- Cécile Cassel... Prune
- Stanley Weber... Éric
- Sarah Cohen-Hadria... Clara
- Camille De Pazzis... Moïra